# Lejsčík chathamský
Lejsčík chathamský (Petroica traversi) je ohrožený druh malého pěvce. Je endemický pro Chathamské ostrovy nedaleko Nového Zélandu. Populace těchto hmyzožravých ptáků klesla v roce 1980 na pouhých pět jedinců, načež ji zachránil intenzivní chovný program. V současné době se populace pohybuje okolo 230 jedinců a zažívají další nárůst, nicméně stále se dle Mezinárodního svazu ochrany přírody (IUCN) jedná o ohrožený druh.

## Taxonomie a ohrožení

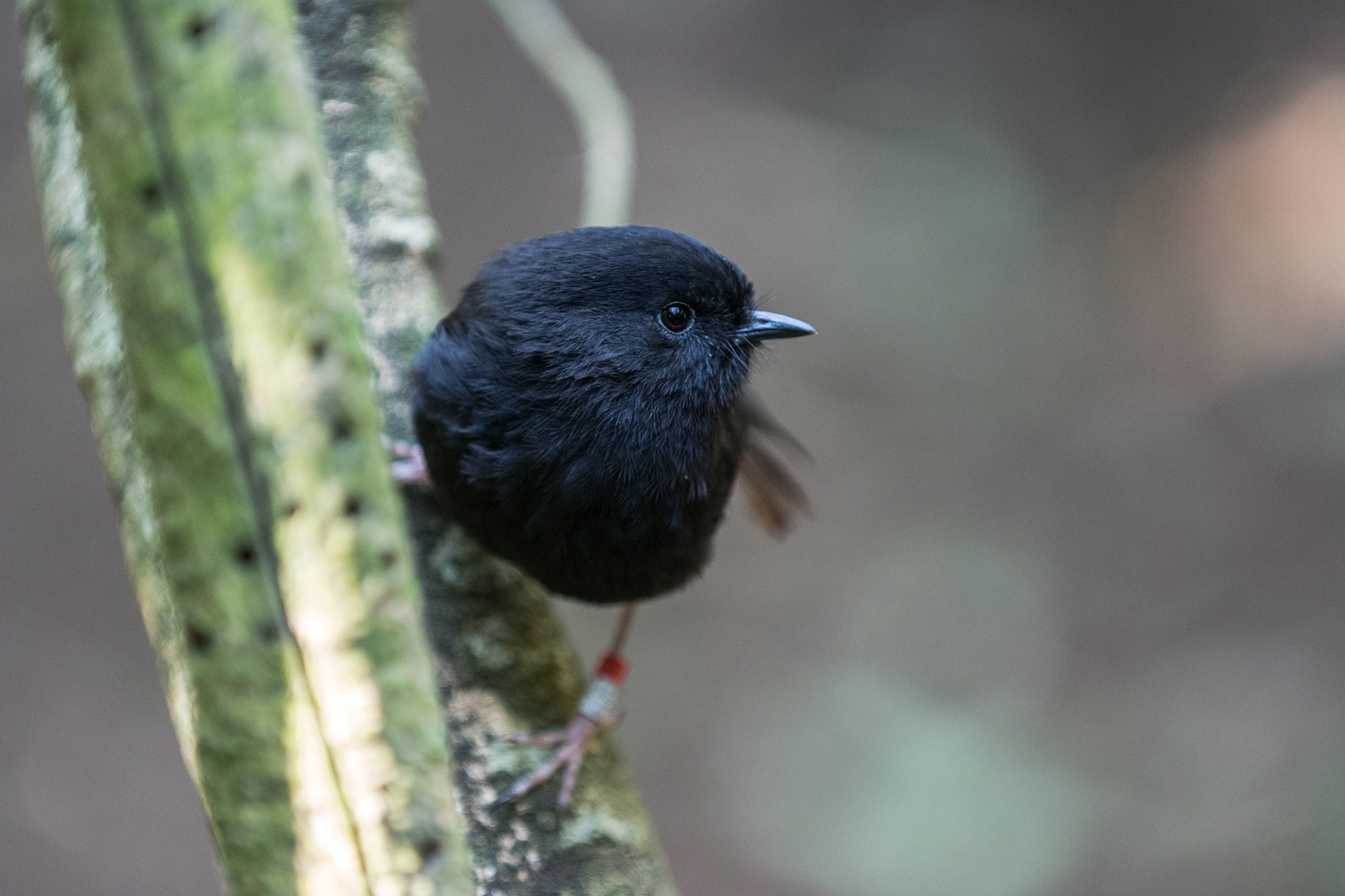
Dospělec

První, kdo lejsčíky chathamské představil veřejnosti, byl William Travers v roce 1871. Prezentoval tehdy záznamy svého syna Henryho Traverse, který se vydal na Chathamské ostrovy, aby tam studoval místní faunu. Ačkoli poznámky Henryho Traverse o jeho návštěvě byly zveřejněny následující rok, za oficiální popis druhu se považuje vydání Waltera Bullera o měsíc později.
Ačkoliv lejsčíci původně spadali pod čeleď lejskovitých (Muscicapidae), dle současné klasifikace vycházející ze vzájemné příbuznosti již mají vlastní čeleď.
Populace těchto ptáků začala klesat v době osidlování Evropany, kteří na Nový Zéland zavlekli například i kočky a krysy. Do té doby neměli lejsčíci chathamští žádné přirozené nepřátele a nově nastalé situaci se nedokázali přizpůsobit. Postupně navíc začali přicházet o své přirozené prostředí. Roku 1976 započala intenzivní snaha o zachování druhu, sedm zbývajících jedinců bylo tedy přesunuto z jejich domovského ostrova Little Mangere Island na větší Mangere Island. O čtyři roky později již zbývalo jen pět ptáků, z nichž jediná byla plodná samice. Byla pojmenována „Old Blue” a o jejím pozdějším úmrtí vydalo zprávu i novozélandské ministerstvo vnitra. Vylíhlá ptáčata byla dána do hnízd blízce příbuzných lejsčíků novozélandských (Petroica macrocephala chathamensis) nebo střízlíkovců chathamských (Gerygone albofrontata). Díky tomu, že byla snůška přemístěna, pár snesl další vejce a šance na přežití některého z ptáčat se zvýšila.
Během tohoto záchranného programu se stávalo, že samice snesly vejce na okraj hnízda, kde by nemohlo být správně zahříváno a bez pomoci by ptáče uhynulo. Lidé tedy vejce vždy strčili dovnitř, čímž ale nechtěně vytvořili maladaptaci a samice začaly klást vejce na okraj v 50 % všech případů. Další líhnutí pokračovala bez lidského zásahu a z větší části se tedy jejich chování vrátilo do normálu.
V současné době největší ohrožení pro lejsčíky chathamské představuje hnízdní parazitismus špačků obecných (Sturnus vulgaris), kteří byli na Chathamské ostrovy zavlečeni. Jejich příčiněním je zničeno asi 21 % snůšek.

## Popis
Lejsčíci chathamští jsou ptáci s robustním tělem, které v dospělosti měří mezi 13 až 15 cm a váží asi 23 g (podle některých zdrojů až 35 g). To je činí největšími zástupci rodu. Celé je pokryté tmavě hnědým až černým peřím. Zobák je též černý, nohy hnědočerné. Duhovky mají tmavě hnědou barvu. Od prosince do března probíhá přepeřování. Rozeznat pohlaví je při zběžném pohledu prakticky nemožné: krom toho, že jsou samice nevýrazně menší, nejsou rozpoznatelné od samců.
Jejich zpěv je krátká řada vysokých tónů popisovaná i jako „tutuvituvivít“.
Tito ptáci vyhledávají nízké a řídké lesní porosty. Sami se většinou pohybují po zemi nebo spodních větvích, kde shánějí potravu. V minulosti, ještě před příjezdem lidí a zavlečením predátorů, obývali pět zalesněných ostrovů Chathamského souostroví, okolo roku 1980 již jen jeden: Little Mangere Island. V současné době žijí již i na větším Mangere Island, což znamená areál o velikosti asi 29 km2. Mezi lety 2002 až 2005 proběhly i pokusy o zavedení populace na Pittově ostrově, nicméně ty byly neúspěšné.

## Chování
Rozmnožování probíhá od října do ledna. Svá hnízda staví ve spleti větvi nebo v dutinách stromů. Do nich následně samička naklade dvě až tři vejce, která zahřívá dalších osmnáct dní. Ptáčata se, stejně jako u jiných pěvců, rodí holá a slepá. Po třiadvaceti dnech života jsou již schopna letu, ale na rodičích jsou závislí ještě další půlrok.
Ačkoliv jsou vůči lidem většinou tolerantní až krotcí, během období hnízdění si svá teritoria střeží.
Živí se bezobratlými živočichy, které loví většinou přímo na zemi.